# Zack Snyder's Justice League
Zack Snyder's Justice League, cunoscut și sub denumirea de Snyder Cut, este versiunea regizorală⁠(d) a filmului cu supereroi⁠(d) Liga Dreptății din 2017. Lansat în 2021, este al cincilea film a cărui acțiune se desfășoară în DC Extended Universe⁠(d) (DCEU) și este inspirat de aventurile grupului de supereroi Liga Dreptății care apare în benzile desenate publicate de DC Comics. Filmul prezintă înființarea Ligii Dreptății -  formată din Batman⁠(d) (Ben Affleck), Femeia Fantastică⁠(d) (Gal Gadot), Cyborg⁠(d) (Ray Fisher), Aquaman⁠(d) (Jason Momoa), Flash⁠(d) (Ezra Miller) și Superman⁠(d) (Henry Cavill) - și conflictul acestora cu Steppenwolf⁠(d) (Ciarán Hinds⁠(d)) și armatele sale de parademoni⁠(d) trimise de Darkseid⁠(d) (Ray Porter⁠(d)) să cucerească Pământul.
Lansat de Warner Bros. Pictures⁠(d) în 2017, Liga Dreptății a trecut printr-un proces dificil de producție⁠(d). Scenariul său a suferit modificări majore înainte și în timpul producției între 2016 și 2017. În mai 2017, Snyder a demisionat în perioada postproducției⁠(d) după moartea fiicei sale, Autumn Snyder, iar Joss Whedon a fost angajat să termine filmul, finalizând proiectul în calitate de regizor nemenționat. Acesta a gestionat reînregistrările și alte modificări, implementând un ton mai deschis și eliminând o mare parte din materialul turnat conform cerințelor Warner Bros. Versiunea studioului a fost puternic criticată și a avut încasări slabe la box office. Din acest motiv, compania a decis ca viitoarele lungmetraje să fie despre personaje individuale și să ignore atât consistența, cât și continuitatea poveștilor desfășurate în universul comun⁠(d).
O mare parte din fani au devenit interesați de versiunea regizorului Snyder, adesea numită „Snyder Cut”. Deși erau șanse slabe ca aceasta să fie lansată, Warner Bros. a decis în februarie 2020 să continue proiectul; în luna mai, Snyder a anunțat că filmul va fi lansat sub numele de Zack Snyder's Justice League prin intermediul HBO Max. Pentru a finaliza efectele vizuale, coloana sonoră și editarea, s-au cheltuit 70 de milioane de dolari, iar noile scene au fost filmate în octombrie 2020. Inițial, filmul urma să fie lansat atât sub forma unei miniserii⁠(d) din șase episoade, cât și sub foma unui lungmetaj; primul concept a fost anulat în ianuarie 2021. Filmul este dedicat în memoria lui Autumn Snyder.
Zack Snyder's Justice League a fost lansat pe HBO Max în Statele Unite pe 18 martie 2021. A devenit al patrulea cel mai difuzat film de pe platformă în acel an. Filmul a fost considerat superior versiunii lansate în 2017, iar criticii au lăudat anumite aspecte precum stilul regizoral, scenele de acțiune, interpretarea actorilor și coloana sonoră, însă au criticat durata lungmetrajului.

## Rezumat
Cu mii de ani în urmă, Lordul apokoliptian⁠(d) Darkseid și parademonii săi încearcă să cucerească Pământul folosind trei dispozitive numite cutii-mamă⁠(d), însă planul său este zădărnicit de o alianță formată din „zei antici⁠(d)”, amazoane⁠(d), atlantieni⁠(d), oameni și „gardieni din ceruri”. Darseid este învins și părăsește planeta, abandonând cutiile-mamă pe Pământ. Acestea sunt preluate și păzite de amazoane, atlantieni și oameni de-a lungul secolelor. În prezent, Superman este ucis de Doomsday⁠(d), iar moartea sa declanșează reactivarea celor trei cutii. Chemarea acestora îl atage pe Steppenwolf, locotenentul lui Darkseid; acesta își propune să adune cutiile și să formeze „Unitatea” - proces care ar transforma planeta într-o copie a lumii sale natale - Apokolips⁠(d).
Steppenwolf sosește în Themyscira⁠(d) printr-un portal și luptă cu amazoanele pentru a obține prima cutie-mamă. Femeia-Fantastică este avertizată de amazoane, aceasta aflând pentru prima dată de Darkseid și Steppenwolf. După ce îl informează pe Bruce Wayne⁠(d), cei doi încearcă să alcătuiască o echipă de metaoameni⁠(d) pentru a proteja planeta. Nu reușește să-l convingă pe Arthur Curry⁠(d), dar îl localizează pe Barry Allen⁠(d), iar Diana Prince⁠(d) stabilește o întâlnire cu Cyborg (Victor Stone). În timp ce Barry se alătură echipei, Victor refuză; totuși, după ce tatăl său Silas Stone⁠(d) și alți angajați ai S.T.A.R. Labs⁠(d) sunt răpiți de parademoni aflați în căutarea cutiilor-mamă, acesta acceptă propunerea. În același timp, Steppenwolf descoperă cea de-a doua cutie în posesia atlantienilor și reușește să o recupereze, Mera⁠(d) și Arthur fiind singurii supraviețuitori ai întâlnirii.
Echipa primește informații din partea comisarului Jim Gordon⁠(d) din Gotham City⁠(d) și descoperă că forțele lui Steppenwolf s-au stabilit într-o clădire subacvatică abandonată. Deși aceștia reușesc să-i salveze pe angajați, clădirea este inundată și reușesc să scape datorită lui Arthur. Ceilalți membri descoperă că Victor deține ultima cutie-mamă. Acesta le dezvăluie că tatăl său a utilizat-o pentru a-i reconstrui trupul după un accident de mașină, explicând că dispozitivul poate rearanja materia în conformitate cu dorințele utilizatorului. Grupul realizează că pot să-l readucă la viață pe Superman cu ajutorul cutiei, deși există posibilitatea ca Steppenwolf să-i detecteze după activarea sa. Între timp, Steppenwolf descoperă printr-o viziune că ecuația antiviață⁠(d) (i.e. puterea de a controla toate ființele existente) se află pe Pământ și îl informează pe Darkseid prin DeSaad⁠(d). Echipa exhumează trupul lui Clark Kent și îl plasează în lichidul amniotic al camerei de geneză de pe nava nava kryptoniană⁠(d). Când Barry activează cutia-mamă, Clark este readus la viață și îi atacă pe ceilalți supereroi. Lois Lane⁠(d) sosește la fața locului, împiedicând uciderea lui Batman în ultimul moment, iar apoi pleacă împreună cu Superman spre casa familiei sale din Smallville⁠(d). Steppenwolf intră în posesie ultimei cutii-mamă, însă Silas o supraîncălzește cu un laser pentru a putea fi urmărită.
Fără Superman, cei cinci eroi călătoresc într-un oraș rusesc abandonat, unde Steppenwolf își propune să formeze Unitatea. Aceștia reușesc să le țină piept parademonilor, iar Superman sosește în ultima clipă și îl înfrânge pe Steppenwolf. Cu toate acestea, Victor nu reușește să împiedice Unitatea, iar procesul de terraformare a planetei este inițiat. Înainte ca unda de șoc să-l lovească, Barry atinge o viteză critică⁠(d) atât de puternică încât inversează curgerea timpului și îi oferă lui Victor puterea necesară pentru a împiedica Unitatea cu ajutorul lui Superman. Femeia Fantastică îl decapitează pe Steppenwolf, capul acestuia ajungând la picioarele lui Darkseid pe Apokolips printr-un portal deschis. Darkseid promite că se va întoarce pe Pământ pentru a găsi ecuația antiviață.
În epilog, Bruce, Diana și Alfred⁠(d) fac planuri pentru înființarea unui sediu al Ligii Dreptății la Wayne Manor⁠(d); Clarke se pregătește să ducă din nou o viață dublă în Metropolis⁠(d); Arthur îi întâlnește pentru scurt timp pe Vulko⁠(d) și Mera înainte de a pleca să-și viziteze tatăl, iar Barry își informează tatăl condamnat pe nedrept la închisoare că și-a găsit un loc de muncă în Departamentul de Poliție din Central City⁠(d). Victor este inspirat de un mesaj audio lăsat de tatăl său, iar Diana cugetă la posibilitatea de a reveni în Themyscira.
Între timp, Lex Luthor⁠(d) a evadat din Arkham Asylum⁠(d) și este vizitat pe iahtul său de Slade Wilson, căruia îi dezvăluie identitatea secretă a lui Batman. Într-o scenă suplimentară⁠(d) înainte de generic⁠(d), Bruce se trezește dintr-un vis apocaliptic și este vizitat de Martian Manhunter; acesta îi mulțumește pentru alcătuirea echipei și îi promite că este pregătit pentru viitorul conflict cu Darkseid.

## Distribuție
- Ben Affleck - Bruce Wayne / Batman: Proprietar al Wayne Enterprises⁠(d) și cofondator al Ligii Dreptății, este dedicat protejării orașului Gotham City de activitățile lumii interlope. Regizorul Zack Snyder consideră versiunea lui Affleck din acest film drept un Batman aflat pe calea mântuirii, fiind măcinat de vină după acțiunile sale din Batman vs. Superman: Zorii dreptății (2016).[3][4]
- Henry Cavill - Clark Kent / Superman: Un supraviețuitor kryptonian⁠(d) cu superputeri și un jurnalist al ziarului Daily Planet⁠(d) din Metropolis. Acesta a influențat formarea Ligii Dreptății. În 2018, Cavill a descris versiunea lui Superman din filmul lui Snyder drept încheierea propriului arc narativ⁠(d) inițiat odată cu filmul Man of Steel (2013), deveninda astfel „adevăratul” Superman prezentat în benzile desenate.[4] Snyder a declarat că deși adoră portretizările tradiționale ale personajului, a vrut ca Superman să treacă printr-un proces de maturizare și să nu fie reprezentat unidimensional.[5]
- Amy Adams - Lois Lane: reporter al ziarului Daily Planet și iubita lui Clark Kent.[6]
- Gal Gadot - Diana Prince / Femeia Fantastică: o prințesă nemuritoare cu puteri divine și războinică amazoană. Este cofondatoare a Ligii Dreptății.[6]
- Ray Fisher - Victor Stone / Cyborg: Fost atlet în perioada studenției, este reconstruit cibernetic după un accident de mașină aproape fatal și este transformat într-o ființă transumană cu ajutorul unei tehnologii bionice extraterestre. O mare parte din scenele care prezintă dezvoltarea personajului au fost eliminare din versiunea studioului. Snyder l-a descris pe Cyborg drept „sufletul filmului” său.[7] De asemenea, Fisher a declarat că dezvoltarea personajului său este emoționantă și reprezintă o alegorie „a călătoriei persoanele de culoare⁠(d) în America”.[7] Conform lui Fisher, singura scena cu Cyborg regizată de Snyder și prezentă în versiunea studioului a fost cea în care se întâlnește cu Batman și comisarul Gordon pe acoperișul poliției din Gotham City.[8]
- Jason Momoa - Arthur Curry / Aquaman: Un atlantian cu puteri acvatice.[6]
- Ezra Miller - Barry Allen / Flash: Un student din Central City⁠(d) care studiază criminalistică în încercarea de a demonstra că tatăl său nu și-a ucis soția (i.e. mama lui Barry). Acesta are capacitatea de a atinge viteze critice care îi permit să călătorească în timp.[9]
- Willem Dafoe - Nuidis Vulko: mentorul atlantian al lui Arthur.[10][11]
- Jesse Eisenberg - Lex Luthor: Fost director al LexCorp⁠(d) și dușman de moarte al lui Superman.
- Jeremy Irons - Alfred Pennyworth: majordomul lui Bruce Wayne.[12]
- Diane Lane - Martha Kent: mama adoptivă a lui Clark Kent.[6]
- Connie Nielsen - Queen Hippolyta⁠(d): Mama Dianei și Regina amazoanelor.[6]
- J. K. Simmons - comisarul Gordon: Comisarul Poliției din Gotham City și unul dintre aliații lui Batman.[13]
- Ciarán Hinds - Steppenwolf: Un comandant militar de pe planeta Apokolips sosit pe Pământ în căutarea celor trei cutii-mamă împreună cu o armată de parademoni.[14] Înfățișarea lui Steppenwolf a fost puternic modificată[15] pentru versiunea lui Snyder.[16]
- Zheng Kai as Ryan Choi⁠(d): Om de știință al S.T.A.R. Labs sub conducerea lui Silas Stone.[17] La finalul filmului, Choi este promovat în funcția de director al departamentului de nanotehnologie.[18] Acesta urma să aibă rolul principal într-un spin-off, interpretând personajul Atom⁠(d) într-un film cu distribuție chineză.[19]
- Amber Heard - Mera: Un atlantian crescut de mama lui Arthur Curry, Regina Atlanna⁠(d).[6] Spre deosebire de designul său din versiunea studioului și Aquaman (2018), Heard a utilizat un accent diferit pe parcursul filmului.[20]
- Joe Morton - Silas Stone: Tatăl lui Victor și om de știință al S.T.A.R. Labs.[6]
- Lisa Loven Kongsli - Menalippe⁠(d): Locotenentul Hippolytei și mătușa Dianei.
- David Thewlis - Ares⁠(d): Fiul lui Zeus⁠(d) și fratele vitreg al prințesei Diana. Cascadorul Nick McKinless îl interpretează pe Ares, iar chipul actorului Thewlis este pus peste cel al lui McKinless prin CGI.[21]

Ray Porter îl interpretează pe Darkseid, un nou zeu tiranic de pe Apokolips și nepotul / liderul lui Steppenwolf. Realizat prin motion capture⁠(d), Darkseid nu a apărut în versiunea studioului, acesta fiind prezent pentru prima dată pe marele ecran în lungmetrajul lui Snyder. Porter nu era familiarizat cu personajul, însă Snyder și scenaristul Chris Terrio⁠(d) l-au ajutat cu informații despre acesta din benzile desenate. Peter Guinness⁠(d) îl interpretează pe Desaad⁠(d), slujitorul lui Darkseid, care acționează ca intermediar între Steppenwolf și stăpânul său.
Harry Lennix⁠(d) revine în rolul lui Calvin Swanwick, secretar al apărării al Statelor Unite, și se dezvăluie că acesta este de fapt Martian Manhunter. Snyder a declarat că Swanwick a fost Martian Manhunter încă din Man of Steel (2013) și a îndrumat în taină atât omenirea, cât și pe Clark și Lois, sperând că aceștia vor putea asigura securitatea Pământului fără să fie necesară intervenția sa directă. Jared Leto revine în rolul lui Joker⁠(d), interpretat pentru prima dată în filmul Brigada sinucigașilor (2016), fiind unul dintre membrii rezistenței în viitorul Knightmare. Deși acesta nu trebuia să apară în filmul original, dar Snyder a decis să-l introducă în scenariu după ce noul design a fost acceptat. Înfățișarea personajului a fost modificată pentru noua versiune.
Karen Bryson o interpretează pe Elinor Stone⁠(d), mamă decedată a personajului Victor Stone, în timp ce Kiersey Clemons⁠(d) o interpretează pe Iris West⁠(d), viitoarea iubită a lui Barry Allen; scenele ambelor actrițe au fost eliminate din versiunea originală și restaurate în versiunea lui Snyder. Alți actori care își reiau rolurile din filmele anterioare desfășurate în DC Extended Universe sunt Eleanor Matsuura⁠(d) - Epione, Samantha Jo⁠(d) (Car-Vex în Man of Steel ) - Euboea⁠(d), Ann Ogbomo⁠(d) - Philippus⁠(d), Doutzen Kroes - Venelia⁠(d), iar Carla Gugino este vocea navei kryptoniane. În roluri nemenționat se apar Robin Wright (Antiope⁠(d)), Billy Crudup (Henry Allen), Kevin Costner (Jonathan  Kent⁠(d)), Joe Manganiello⁠(d) (Slade Wilson/Deathstroke) și Russell Crowe (Jor-El⁠(d)). Pe lângă Thewlis și McKinless (Ares), Sergi Constance și Aurore Lauzeral interpretează rolurile lui Zeus⁠(d), respectiv Artemis⁠(d). Julian Lewis Jones⁠(d) și Francis Magee⁠(d) interpretează doi regi antici - unul este Regele Atlantisului⁠(d) (Poseidon), iar celălalt este Regele oamenilor⁠(d). Michael McElhatton⁠(d) este Black Clad Alpha, liderul unui grup terorist care intră în conflict cu Femeia Fantastică la începutul filmului. Marc McClure⁠(d), care l-a interpetat pe Jimmy Olsen⁠(d) în prima seria de filme Superman⁠(d), are un cameo în rolul ofițerului de poliție Jerry. Atât lanternele verzi Yalan Gur⁠(d) și Kilowog, cât și Granny Goodness⁠(d) apar în film prin intermediul tehnologiei CGI. Personajul din urmă a fost modelat după mătușa unui artist Weta pe nume Jojo Aguilar.